# Xentrix
Gli Xentrix sono una band thrash metal nata nel 1985 a Preston in Inghilterra.

## Storia
Nati nel 1985 a Preston due anni dopo pubblicarono il loro primo demo intitolato Hunger for Demo. Poco dopo firmarono un contratto con l'etichetta Roadracer Records con la quale pubblicarono, nel 1989, il loro album d'esordio Shattered Existence.
L'anno successivo la band pubblicò un altro album, For Whose Advantage? che sarà anche il loro lavoro più importante e con più successo. Proprio in questo periodo ebbero alcuni problemi di copyright per l'uso non autorizzato del logo dei Ghostbuster nell'artwork per il singolo Ghostbuster, una reinterpretazione poi pubblicata nuovamente con un differente artwork.
La band si sciolse dopo la pubblicazione del suo terzo album in studio intitolato Kin, per poi riformarsi dopo un periodo di inattività con un nuovo cantante Simon Gordon e un nuovo chitarrista Andy Rudd. Con questa formazione gli Xentrix, dopo aver firmato un contratto con la Heavy Metal Records, pubblicarono solamente un album Scourge (1996) perché l'anno successivo decisero di sciogliersi.
La band si riunì nel 2006 con i membri originali per un piccolo numero di concerti in Gran Bretagna. In settembre la band ha però annunciato di non avere alcun intenzione di riformarsi stabilmente.
In un post su Facebook il 4 febbraio 2013, gli Xentrix annunciarono che si sarebbero riformati, con il primo concerto della reunion in supporto a un concerto degli Evile e dei Kreator ad aprile. Annunciarono anche di avere del nuovo materiale pronto per la registrazione. L'anno successivo suonarono anche con i riformati Acid Reign e gli Sharpnel per un tour di sei date. Nel 2019, il gruppo ha annunciato il loro quinto album in studio Bury the Pain, pubblicato poi il 7 giugno. Il 4 novembre 2022 hanno pubblicato il loro sesto album in studio Seven Words.

## Formazione

### Formazione attuale
- Chris Astley – voce, chitarra
- Kristian Havard – chitarra
- Paul MacKenzie – basso
- Dennis Gasser – batteria

### Ex componenti
- Dacaw Hough - voce (1985)
- Sean Owens - voce (1985)
- Peter Hiller - basso (1985)
- Steve Hodgson - basso (1986-1987)
- Mel Gasser - basso (1987)
- John Brennan - batteria (1985)
- Dave Catchpole - batteria (1986)

## Discografia
Album in studio
- 1989 - Shattered Existence
- 1990 - For Whose Advantage?
- 1992 - Kin
- 1996 - Scourge
- 2019 - Bury the Pain
- 2022 - Seven Words

EP
- 1991 - Dilute to Taste

Demo
- 1987 - Hunger for Demo
- 1994 - Demo 1994

Singoli
- 1990 - Ghostbusters
- 1992 - The Order of Chaos